# Oswaldo de Oliveira
Oswaldo de Oliveira Filho (* 5. Dezember 1950 in Rio de Janeiro) ist ein ehemaliger brasilianischer Fußballtrainer.

## Karriere
Oswaldo de Oliveira begann seine Laufbahn als Assistenztrainer von Vanderlei Luxemburgo. Unter diesem arbeitete er beim FC Santos und beim SC Corinthians. 1999 wurde er bei Corinthians Cheftrainer. In dem Jahr konnte er die Staatsmeisterschaft von São Paulo und die Série A, die oberste Spielklasse Brasiliens, gewinnen. In der Série A 1999 konnte im Dezember in den Finalspielen Atlético Mineiro bezwungen werden. Der Sieg berechtigte den Klub zur Teilnahme an der FIFA-Klub-Weltmeisterschaft 2000. Hier begegnete Corinthians am 14. Januar 2000 im Finale dem CR Vasco da Gama, ebenfalls aus Brasilien kommend. Dieser hatte sich als Gewinner der Copa Libertadores 1998 qualifiziert. In beiden Klubs spielten diverse Nationalspieler, so z. B. Romário für Vasco. Die Partie endete 0:0 nach Verlängerung und musste im Elfmeterschießen entschieden werden. Dieses gewann Corinthians mit 4:3. Im Juli des Jahres wechselte Oliveira zu Vasco da Gama. Hier führte er den Klub in die Finalspiele der Copa Mercosur 2000, dem südamerikanischen Vereinsfußballwettbewerb, und der Copa João Havelange, der nationalen Meisterschaft des Jahres. Nach einer Streitigkeit Eurico Miranda, mit dem Präsidenten von Corinthians, wurde er wenige Tage vor den Finalspielen entlassen.
2001 wurde Oliveira Trainer des Fluminense FC. Mit dem Klub erreichte er das Halbfinale der Série A 2001, unterlag hier aber dem späteren Meister Athletico Paranaense mit 2:3. In der Folge betreute er weiterhin Topklubs Brasiliens. Wie in seiner Heimat üblich dauerten diese Engagements meist nicht länger wie eine Saison. 2003 war er einer der Namen die gehandelt wurden, um die brasilianische Fußballnationalmannschaft zu übernehmen. Die Wahl fiel aber auf Carlos Alberto Parreira. Im Juli 2005 nahm er ein Angebot aus Katar an, den al-Ahli SC zu betreuen. Der Kontrakt erhielt eine Laufzeit über ein Jahr. Er hatte in dem Land vor seiner Trainertätigkeit bereits 15 Jahre als Fitnesstrainer gearbeitet. Bereits zur Austragung der Staatsmeisterschaften 2006 kehrte nach Brasilien zurück. Zunächst kehrte er zu Fluminense zurück. Diesen führte bis ins Halbfinale des Copa do Brasil 2006. Kurz darauf verließ er den Klub. Zu dem Zeitpunkt lag dieser in der Série A 2006 auf dem fünften Platz. Oliveira trainierte danach ab August deren Ligakonkurrenten Cruzeiro EC aus Belo Horizonte. Mit Cruzeiro wurde er in der Liga Zehnter, während Fluminense auf den 15. Platz abfiel.
Auf Empfehlung von Zico ging Oliveira 2007 nach Japan, wo er sich dem Kashima Antlers anschloss. Bei dem Klub blieb bis Saisonende 2011 und erlebte hier eine erfolgreiche Zeit. Er gewann mehrere Meisterschaften und Pokaltitel. Im Dezember 2011 folgte Oswaldo der Einladung von Botafogo, das Kommando über die Mannschaft zu übernehmen und beendete damit seine bemerkenswerte fünfjährige Tätigkeit im japanischen Fußball. Im März 2013 führte er Botafogo zum Gewinn der Taça Guanabara 2013 und im Mai im Taça Rio 2013. Bis zu dem Jahr traten die Sieger beider Wettbewerbe im Finale der Staatsmeisterschaft von Rio de Janeiro an. Botafogo die Austragung war durch den Gewinn beider Titel obsolet. In der Série A 2013 erreichte er mit Botafogo den vierten Platz und die Qualifikation für die Copa Libertadores 2014. Oliveira musste aber nach Beendigung der Meisterschaft den Klub verlassen.
Für die Saison 2014 erhielt der Trainer das Angebot, den FC Santos erneut zu trainieren, welches er annahm. Mit Santos erreichte er das Finale in der Staatsmeisterschaft von São Paulo. Hier unterlag man dem Ituano FC im Elfmeterschießen. Sein Engagement bei Sanots dauerte kein Jahr, Anfang September wurde ihm gekündigt. Der Klub lag zu dem Zeitpunkt in der Série A 2014 auf dem elften Platz.
Seine nächste Station zu Saisonbeginn 2015 wurde der SE Palmeiras. Sein Kontrakt erhielt eine Laufzeit bis zum 31. Dezember des Jahres. Er wurde damit der erste Trainer, der vier große Klub aus São Paulo und Rio de Janeiro trainiert hatte. In der Staatsmeisterschaft wurde der Klub zweiter hinter dem FC Santos. Auch bei Palmeiras folgte anschließend die vorzeitige Entlassung. Nach einer Reihe erfolgloser Spiele in der Série A 2015, musste er im Juni nach dem sechsten Spieltag wieder gehen. Zwei Monate später gab Flamengo bekannt, Oliveira erneut verpflichtet zu haben. Nach anfänglichen Erfolgen, wurden die Ergebnisse der Mannschaft mit der Zeit schwächer und er nach dem 36. Spieltag der Meisterschaft im November entlassen.
Zur Austragung der Spiele um die Staatsmeisterschaften 2016 war der Trainer noch ohne neue Anstellung. Diese ergab sich bei Sport Recife. Der Klub hatte kurz vor dem Ende der Staatsmeisterschaft von Pernambuco seinen Trainer Paulo Roberto Falcão entlassen. Im Oktober einigten sich Sport und Corinthians auf einen Wechsel des Trainers. Nachdem sich Corinthians in der Série A 2016 nicht für die Copa Libertadores 2017 qualifizieren konnte, musste er wieder gehen.
Im Januar 2017 ging Oliveira zum zweiten Mal nach Katar. Hier unterzeichnete er einen Kontrakt bei Al-Arabi. Nach drei Monaten, am Ende der Qatar Stars League 2016/17, ging in seine Heimat zurück. Im September unterschrieb er bei Atlético Mineiro, welcher nach dem 25. Spieltag der Série A 2017 von Rogério Micale getrennt hatte. Zunächst erreichte er im Oktober mit Atlético in der Primeira Liga do Brasil 2017 die Vizemeisterschaft. In der Liga wurde es der neunte Platz und so durfte er mit Atlético auch in Saison 2018 starten. Anfang Februar erhielt er nach schlechten Ergebnissen und einem Streit mit einem Journalisten nach einem mageren 1:1 im Copa do Brasil 2018 gegen Atlético Acreano seine Kündigung.
Im April des Jahres ging Oliveira erneut nach Japan. Die Urawa Red Diamonds hatten ihn engagiert. Hier konnte er im Dezember den Erfolg Kaiserpokal 2018 feiern. Zuvor war in der J1 League 2018 der fünfte Platz belegt worden. Ende Mai 2019 musste er dann vorzeitig gehen. Nach dem 13. Spieltag lagen die Diamonds auf dem elften Platz der J1 League 2019.
Im August 2019 übernahm er erneut das Amt des Trainers von Fluminense. Dieser hatte Fernando Diniz entlassen, nach dem 15. Spieltag der Série A 2019 18. Platz. Etwas mehr als einen Monat später, wurde er entlassen, nachdem er sich während des 1:1-Unentschiedens gegen den FC Santos mit Mittelfeldspieler Ganso gestritten hatte. Im Mai 2024 hatte das Intermezzo bei Fluminense noch ein Nachspiel. Oliveira hatte den Klub auf eine Zahlung von über 1,8 Millionen Real verklagt. Er machte moralischen Schadenersatz, ungerechtfertigte Entlassung und Abfindung geltend. Die Klage wurde zugunsten des Klubs entschieden.

## Trivia
Oliveira hat einen Abschluss in Sporterziehung. Sein jüngerer Bruder, Waldemar Lemos, ist ebenfalls Fußballtrainer.

## Erfolge
Corinthians
- Staatsmeisterschaft von São Paulo: 1999
- Campeonato Brasileiro de Futebol: 1999
- FIFA-Klub-Weltmeisterschaft: 2000

Kashima Antlers
- J1 League: 2007, 2008, 2009
- Kaiserpokal: 2007, 2010
- Japanischer Fußball-Supercup: 2009, 2010
- J.League Cup: 2011

Botafogo
- Taça Guanabara: 2013
- Taça Rio: 2013
- Staatsmeisterschaft von Rio de Janeiro: 2013

Urawa Red Diamonds
- Kaiserpokal: 2018